# سارة أوتو
سارة أوتو (بالإنجليزية: Sarah Otto)‏ هي أكاديمية أمريكية وكندية، ولدت في 23 أكتوبر 1967.